# Альменов, Сейтбай
Сейтбай Альменов (7 февраля 1904, с. Тартугай, Кзыл-Ординская область, Российская империя — 2003, Караганда, Казахстан) — советский государственный деятель. Нарком местной промышленности Казахской ССР.

## Биография
Сейтбай Альменов (Альменев) родился в 1904 году в с.Тартугай Кзыл-Ординской области в семье скотовода. По национальности казах.

### Трудовая деятельность
В 1917-1923 годах пастух у бая в с.Тартугай, ремонтный рабочий Думалактуганской железнодорожной ветки в Кзыл-Ординской области.
В 1926-1930 годах учащийся Кзыл-Ординского педагогического техникума.
В 1930-1932 годах студент Ташкентского политехнического института.
В 1931-1932 годах директор Казахского геологоразведочного рабфака в г.Кзыл-Орда.
В 1932-1933 директор Казахского геологоразведочного учебного комбината в г.Семипалатинск.
В 1933-1937 годах студент Урало-Казахстанской промышленной академии.
В 1937-1940 годах начальник участка, помощник главного инженера, главный инженер шахты им. С.М.Кирова треста «Карагандауголь».
С августа 1940 по июль 1941 года нарком местной промышленности Казахской ССР .
В 1941-1943 годах главный инженер шахты, управляющий трестом «Кировуголь» в г.Караганда.
В 1943-1947 годах управляющий рудоуправлением «Ленгеруголь» в Южно-Казахстанской области.
В 1947-1949 годах главный инженер, начальник шахты №20-бис треста «Молотовуголь».
В 1949-1954 годах начальник шахт №105, 107-108 треста «Ленинуголь», руководитель бригады Производственно-экспериментального управления по буровзрывным работам в г.Караганда.
В 1954-1955 годах руководитель группы Карагандинского научно-исследовательского угольного института.
В 1955-1959 годах заместитель главного инженера шахты №120 треста «Сараньуголь», помощник главного инженера, начальник шахты №20 треста «Ленинуголь».
С октября 1959 года на пенсии. С апреля 1961 года персональный пенсионер республиканского значения.
В 1966-1969 годах заместитель начальника шахты №4 треста «Абайуголь» в г.Караганда.
С ноября 1988 года персональный пенсионер союзного значения.

### Награды
Альменов посвятил свою жизнь развитию угольной промышленности Казахстана и подготовке молодых шахтеров. Он был награжден орденом «Знак Почета», медалью «За доблестный труд» и Почетными грамотами Верховного Совета Казахской ССР. В 1999 году ему было присвоено звание «Почетный гражданин города Караганды» за вклад в развитие угольной промышленности и воспитание молодых специалистов.
- Орден «Знак Почета»
- Медаль «За доблестный труд»
- Полный кавалер знака «Шахтерская слава»
- Почетные грамоты Президиума Верховного Совета Казахской ССР
- Почетный гражданин Караганды (11 августа 1999 года)

### Семья
Сын Кусаин Сейтбаевич Альменов — кандидат технических наук, доцент кафедры «Строительные материалы и технологии» КарТУ.